# Roberto Rosales Álvarez
Roberto Alfonso Rosales Álvarez (Chillán, Chile, 24 de marzo de 1964-Talca, 2 de enero de 2023)  fue un futbolista chileno que jugó como Centrocampista. 

## Trayectoria
Oriundo de Chillán, inició su carrera en el fútbol en las divisiones inferiores de Ñublense, debutando en el primer equipo durante 1981, luego de una huelga del plantel profesional por sueldos impagos, junto a Hugo Bello, Oscar Villablanca y Luis Moya, entre otros. Tras un paso en 1983 por Deportes Linares, en 1984 pasó a defender los colores de Rangers, donde fue un jugador emblema del equipo talquino, sobre todo en las recordadas campañas de 1985 y 1989. Tuvo un corto paso por Deportes La Serena, donde no se logró acostumbrar.
Formó parte del plantel rojinegro que logró el campeonato de Primera B en 1988.La temporada siguiente, formó parte del equipo ranguerino que descendería a la Segunda División luego de un polémico partido ante Deportes La Serena.
En 1990, firmó con Huachipato, de la Primera División. Con el equipo acerero, en 1990 descendió a Segunda división, regresando a la máxima categoría tras coronarse como subcampeón de la Segunda División 1991; sin embargo, en 1992 nuevamente desciende.Para 1993, regreso a Rangers, aportando para obtener el título de Segunda División 1993 y el ascenso a la primera división, obteniendo su segundo título en el equipo rojinegro.
Para 1994 firma por Santiago Wanderers de la Primera B, comenzando un derrotero que lo llevaría por diferentes cuadros de la División de plata del fútbol chileno, defendiendo los colores de Unión Santa Cruz (1995), Colchagua (1996), Deportes Arica (1997-1998) y un segundo paso por Deportes Linares (1999), retirándose del fútbol a fines de la temporada 1999.

## Fallecimiento
Con problemas cardíacos que afectaron su vida, el año 2022 superó 3 ataques cardíacos y un contagio de COVID-19.Tras sufrir complicaciones por su estado, falleció el 2 de enero de 2023 en el Hospital Regional de Talca.

## Clubes
| Club               | País  | Año       |
| ------------------ | ----- | --------- |
| Ñublense           | Chile | 1981-1983 |
| Deportes Linares   | Chile | 1983      |
| Rangers            | Chile | 1984-1987 |
| Deportes La Serena | Chile | 1987      |
| Rangers            | Chile | 1988-1989 |
| Huachipato         | Chile | 1990-1992 |
| Rangers            | Chile | 1993      |
| Santiago Wanderers | Chile | 1994      |
| Unión Santa Cruz   | Chile | 1995      |
| Colchagua          | Chile | 1996      |
| Deportes Arica     | Chile | 1997-1998 |
| Deportes Linares   | Chile | 1999      |

## Palmarés

### Campeonatos nacionales
| Título    | Club    | País  | Año  |
| --------- | ------- | ----- | ---- |
| Primera B | Rangers | Chile | 1988 |
| Primera B | Rangers | Chile | 1993 |